# Сант'Анзовино (Римини)
Сант'Анзовино је насеље у Италији у округу Римини, региону Емилија-Ромања.
Према процени из 2011. у насељу је живело 531 становника. Насеље се налази на надморској висини од 260 м.